# Jan Ullrich
Jan Ullrich, nemški kolesar, * 2. december 1973, Rostock, Nemčija.
Ullrich je nastopil na Poletnih olimpijskih igrah v letih 2000, ko je osvojil zlato medaljo na cestni dirki in srebrno v kronometru, in 2004. Na svetovnih prvenstvih je v kronometru osvojil dve zmagi v letih 1999 in 2001 ter bron leta 1994. Na etapnih dirkah je leta 1997 osvojil Dirko po Franciji, kjer je bil še petkrat drugi, leta 1999 pa je v svojem edinem nastopu osvojil tudi Dirko po Španiji. 26. februarja 2007 je po dolgotrajni dopinški preiskavi, ki se je začela 30. junija 2006, dan pred tačetkom Dirke po Franciji 2006, končal kariero.